# Récsey Ádám
Báró Récsey Ádám (Sárd, 1775. február 10. – Bécs, 1852. október 26.) császári és királyi táborszernagy, politikus, Magyarország törvénytelenül kinevezett miniszterelnöke.

## Élete
1789-ben hadapródként lépett a császári hadseregbe, majd részt vett a forradalmi Franciaország és a Napóleon elleni háborúkban. Különösen kitüntette magát a drezdai, a kulmi és a lipcsei csatákban. Érdemei elismeréseként I. Ferenc császár bárói rangra emelte. A háború végére ezredesi rangot ért el és megkapta a Katonai Mária Terézia-rendet. 1820-ban vezérőrnagyi rangban egy Itáliában állomásozó dandár parancsnokává nevezték ki, 1831-ben altábornaggyá léptették elő, egyúttal hadosztályparancsnoki beosztást kapott. 1839-ben galíciai főhadparancsnokká nevezték ki. 1846-ban megkapta a táborszernagyi rangot és a magyar nemesi testőrség alkapitányaként Bécsben szolgált.
Az udvari kamarilla bizalmi emberének számított. 1848. október 1-jén Johann von Wessenberg osztrák miniszterelnök Batthyány Lajossal folytatott tárgyalásai során Récsey király személye körüli miniszterré történő kinevezését szerette volna elérni – sikertelenül. 1848. október 3-án V. Ferdinánd király – törvénysértő eljárással –, a magyar kormány (korabeli kifejezéssel minisztérium) ellenjegyzése nélkül magyar miniszterelnökké nevezte ki. Miniszterelnökként ellenjegyezte saját kinevezését (!), V. Ferdinánd október 3-án keltezett, október 4-én kiadott uralkodói nyílt parancsát, amely rendelkezett a magyar országgyűlés feloszlatásáról, Magyarországnak hadi törvények hatálya alá helyezéséről, illetve Josip Jelačić magyarországi katonai és polgári királyi biztosi kinevezéséről.
Az új „miniszterelnök” első lépésként október 5-én átiratot intézett a magyar országgyűléshez, amelyben jelentette, hogy átvette a miniszterelnöki tisztséget és egyben megküldte a manifesztumot is. Az események azonban túlhaladtak rajta: Récsey Ádám október 7-én – a bécsi forradalom hatására – lemondott tisztségéről, az országgyűlés azonban október 7–én és 9-én tartott ülésén elhatározta perbefogását. Ugyanekkor – de ettől függetlenül – az uralkodó megbízásából Ferenc Károly főherceg végül október 9-én este Hadersdorfban hivatalosan is felmentette tisztségéből. Néhány nappal később, október 11-én a bécsi felkelők elfogták, a város elestével azonban kiszabadult. 1850-ben nyugalomba vonult. 1852-ben, 77 évesen Bécsben hunyt el.

## Külső hivatkozások
- Új magyar életrajzi lexikon V. (P–S). Főszerk. Markó László. Budapest: Magyar Könyvklub. 2004.   651. o. ISBN 963-547-414-8
- Zachar Péter Krisztián: Adalékok a császári-királyi hadműveletek előkészítéséhez és történetéhez Észak-Magyarországon 1848. szeptember–december. Nemzetközi Magyarságtudományi Társaság
- Horváth Mihály: Magyarország függetlenségi harcának története 1848 és 49-ben. 2. kiadás